# Вымазывание в смоле и перьях
Вымазывание в смоле и перьях — позорящее наказание, использовавшееся в средневековой Европе, а также в ряде европейских колоний в Новом Свете и на американском фронтире. В большинстве случаев — неофициальная практика, разновидность суда Линча. В настоящее время подобные наказания обычно признаются варварскими.

## Описание
Обычная тактика состоит в раздевании жертвы до пояса или полностью. Затем обездвиженную жертву обмазывают горячей жидкой смолой (дёгтем, мёдом и т. п.) и либо сбрасывают на неё перья сверху, либо катают по ним, пока перья не прилипнут к смоле. Часто жертву также заставляли промаршировать в таком виде по городу, возили или носили по улицам, выставляли напоказ.
Основной целью наказания являлось причинение боли и унижения, с тем чтобы заставить жертву либо изменить своё поведение, либо бежать из города.
Более жестокий вариант наказания, пичкэппинг (en:Pitchcapping), использовался британскими войсками при подавлении ирландского восстания 1798 года. В этом случае жертве также обривали голову наголо, обмазывали или обливали макушку смолой, и после остывания смолы, отрывали — как правило, с остатками волос и кожей.

## История

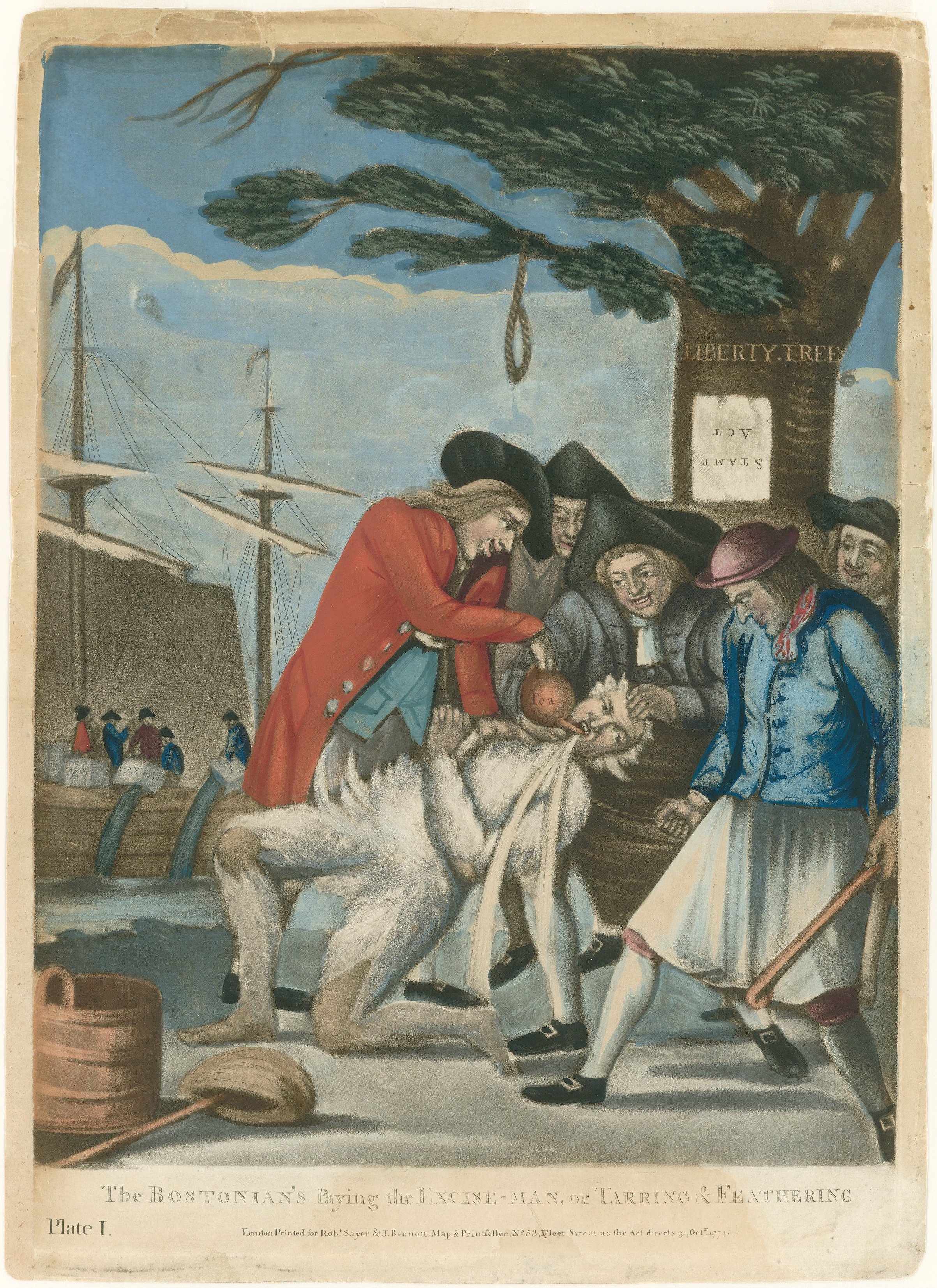
Британская пропагандистская листовка, изображающая расправу американских колонистов над главой бостонской таможни Джоном Малкольмом. Сам Малкольм был при этом вывалян в смоле и перьях уже второй раз.

Первое известное историкам упоминание о наказании относится к королю Англии Ричарду I и было обращено к его крестоносному флоту, отплывавшему в Святую Землю в 1189 году. Один из приказов короля предусматривал обривание головы и вымазывание в смоле и перьях в наказание за воровство.
Более позднее упоминание относится к «неистовому епископу Хальберштадтскому», который вымазал в смоле и перьях, раздев при этом догола, монахов и монахинь двух монастырей в 1623 году.
В 1696 году лондонский бейлиф, пытавшийся возбудить процесс против несостоятельного должника, сам был вымазан в смоле и перьях, после чего его вывезли в тачке на Стрэнд, привязав затем к шесту.
В Америке практика вымазывания в смоле и перьях никогда не была официально узаконена, но часто применялась вигилантами. Первый известный случай в американских колониях относится к 1766 году, когда в городе Норфолк в Виргинии капитан Уильям Смит был вымазан в смоле и перьях, после чего сброшен в гавань толпой во главе с городским мэром. Причиной этого стали подозрения, что капитан сообщал британским таможенникам об американских контрабандистах.
В дальнейшем в 1767, 1769 и 1774 годах проходит серия нападений с вымазыванием в смоле и перьях различных служащих британской таможенной службы. Подобные действия обычно ассоциируются со сторонниками независимости США, однако в 1775 году происходит также случай, когда британцы вымазали в смоле и перьях некоего Томаса Дитчинсона, пытавшегося купить у британского солдата его мушкет. Во время «восстания виски» взбунтовавшиеся фермеры применяли тот же метод к федеральным сборщикам налогов.
24 марта 1832 года толпа нападает на основателя мормонской церкви Джозефа Смита младшего, раздев его, избив и вымазав в смоле и перьях. Жена с маленьким ребёнком были выброшены нападавшими из дома, причём ребёнок через несколько дней умер. Смит был оставлен умирать, но смог добраться до своих сторонников, которые провели всю ночь за отдиранием смолы, много раз разодрав при этом кожу. На следующий день Смит уже проповедовал в своей церкви, хотя всё ещё был покрыт ранами и был очень слаб.

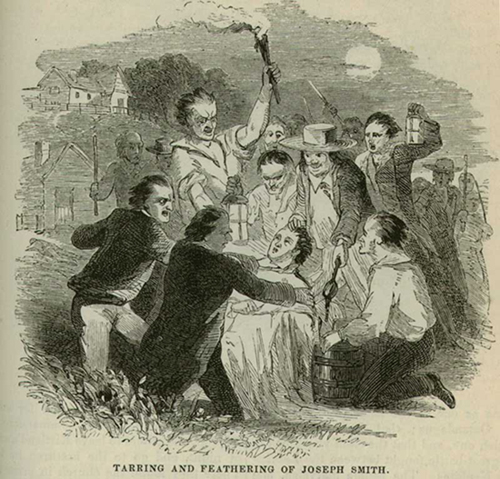
Вымазывание в смоле и перьях основателя мормонской церкви Джозефа Смита

В 1851 году толпа сторонников антииммигрантской партии Know Nothing атаковала в городе Элсуэрт штата Мэн, уроженца Швейцарии иезуитского священника Джона Бапста, вымазав его в смоле и перьях из-за разногласий по поводу религиозного образования. Бапст бежал в соседний город Бангор, где имелось большое сообщество ирландских католиков, назвавшее затем в его честь школу.
В южных штатах после окончания Гражданской войны отмечены немногочисленные случаи вымазывания в смоле и перьях негров. Однако в целом толпа в расправах над чернокожими предпочитала убийство через повешение или сожжение заживо.
В 1917 году отмечены случаи вымазывания в смоле и перьях лиц, не желавших подписываться на военные займы.
В 1920-х годах толпа «бдительных», противостоящих организаторам профсоюза «Индустриальные рабочие мира» в калифорнийской гавани Сан-Педро, похитила одного из этих организаторов и вымазала его в смоле и перьях, затем оставив в отдалённой местности.
После Второй мировой войны во Франции имели место вымазывания в смоле и перьях женщин, обвиняемых в «горизонтальном коллаборационизме», то есть сексуальных связях с немецкими солдатами.
Во время конфликта в Северной Ирландии зафиксированы также случаи вымазывания в смоле и перьях сторонниками «временной» ИРА женщин, имевших сексуальные связи с полицейскими или британскими солдатами.

## В культуре

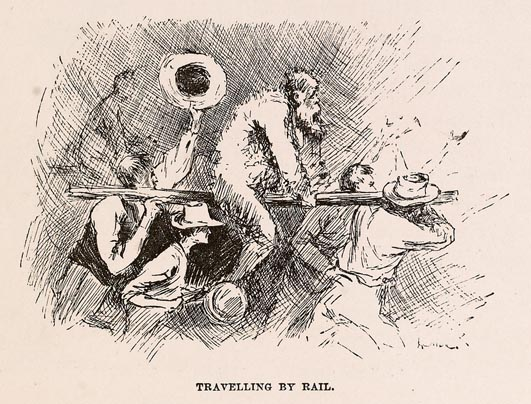
Иллюстрация к «Приключениям Гекльберри Финна»: вывалянную в смоле и перьях жертву несут через город на шесте

- «Приключения Гекльберри Финна» содержат сцену вымазывания в смоле и перьях.
- Эдгар Алан По написал юмористический рассказ «Система доктора Смола и профессора Перро», в которой персонал сумасшедшего дома вываливается в смоле и перьях.
- В диснеевском мультсериале «Чудеса на виражах» в серии «Пушистые непоседы» применяется аналогичное наказание, правда вместо смолы и перьев используют смазку и ложки.
- В романе Рафаэля Сабатини "Каролинец" (The Carolinian) (1924) неоднократно упоминается этот вариант наказания сторонниками независимости США для  шпионов британской короны.
- В фильме «Трест, который лопнул» (1982), снятого  по мотивам рассказов О. Генри, одного из главных героев фильма Энди Такера в 3 серии хотели вывалять в смоле и перьях.

## Метафорическое использование
В переносном смысле выражение «вывалять в смоле и перьях» означает публичное унижение.